# 348. Infanterie-Division (Wehrmacht)
La 348. Infanterie-Division fu una divisione dell'esercito tedesco attiva durante la seconda guerra mondiale che venne creata nel 1942 e fu schierata lungo il fronte occidentale dove fu distrutta nel 1944.

## Storia
La divisione fu costituita il 14 settembre 1942 e le truppe erano per lo più composte da soldati anziani e scarsamente addestrati. Dopo la sua formazione fu utilizzata per la protezione costiera nell'area di Dieppe e dopo lo sbarco in Normandia, il 6 giugno 1944, rimase nella zona di Dieppe e fu trasferita in Normandia alla metà di agosto 1944. Durante i combattimenti la divisione fu annientata in brevissimo tempo e venne sciolta ufficialmente il 29 settembre 1944.

## Ordine di battaglia
- Festungs-Infanterie-Regiment 863
- Festungs-Infanterie-Regiment 864
- Artillerie-Regiment 348
- Pionier-Bataillon 348
- Feldersatz-Bataillon 348
- Panzerjäger-Abteilung 348
- Infanterie-Divisions-Nachrichten-Abteilung 348
- Divisions-Nachschubführer 348[1]

## Decorazioni
Un soldato della 348. Infanterie-Division è stato decorato con la croce tedesca in oro.

## Comandanti
- Generalleutnant Karl Gümbel (27 settembre 1942 - 5 febbraio 1944)
- Generalleutnant Paul Seyffardt (5 febbraio 1944 - 29 settembre 1944)[1]